# چرا اکنون توقف کنیم؟ (فیلم)
چرا اکنون توقف کنیم؟ (به انگلیسی: Why Stop Now) فیلمی محصول سال ۲۰۱۲ و به کارگردانی فیل دورلینگ و ران نیسوانر است. در این فیلم بازیگرانی همچون جسی آیزنبرگ، ملیسا لیو، تریسی مورگان، ایسایا ویتلک جونیور، استفانی مارچ، پال کالدرون و نیل هاف ایفای نقش کرده‌اند.